# Испанский мастиф
Испанский мастиф (исп. mastín español) — порода собак, выведенная в Испании.

## Происхождение
Родиной испанского мастифа является Испания — Эстремадура. Происходит от смешения боевых, пастушьих и сторожевых собак древних кельтов и пиренейских горных собак. Изначально данная порода была выведена как фермерская, она предназначалась для охраны сельскохозяйственных угодий и использовалась весьма активно. Кроме того, испанские мастифы являются отличными охотниками, они способны охотиться даже на самого крупного зверя, к примеру, такого как медведь, кабан. С охранной деятельностью они тоже справляются неплохо. Стандарт опубликован в 1982 году.

## Внешний вид
Внешний вид испанского мастифа весьма необычен, это очень крупная и мощная собака. Кобели в этой породе явно отличаются от сук, так как являются значительно более крупными и внешне грозными. Тело испанского мастифа отлично сложено, прочный костяк делает эту собаку очень сильной. Шерсть у таких собак очень густая и жесткая, но короткая, плотно прилегающая к телу. Обязательно подвес на шее. Окрас абрикосовый, серый, палевый, рыжий, чёрный, тигровый (тёмный и светлый), могут быть белые отметины на лапах, груди.
Минимально допустимый рост кобеля — 77 см, суки — 72 см, предпочтительны более крупные особи — кобели от 80 см и суки от 75 см.
Голова пропорциональная, но крупная, с характерным подвесом на шее. Лапы — мускулистые и сильные.
Испанские мастифы поздно взрослеют: кобели от трех до четырёх лет, суки от двух до трех лет. А общая продолжительность жизни испанского мастифа — 10—11 лет.

## Характер
Испанский мастиф очень крепкая собака, прирождённый охранник. Такие собаки потрясающе работоспособны, причем выполнять они могут разные функции в зависимости от того, что требуется их хозяевам. В семье испанский мастиф ведет себя примерно, никогда не проявляет агрессии, ласковый и нежный. Верный помощник и надежный друг, он нуждается во внимании и любви. Кроме того, таким собакам нужен простор, живут они в основном за городом, так как в городской квартире для них слишком мало пространства. Для поддержания формы им нужны регулярные тренировки. Необходимо регулярно вычесывать щеткой.